# Ácido 4-aminonaftaleno-1-sulfônico
Ácido 4-aminonaftaleno-1-sulfônico, ácido 1-aminonaftaleno-4-sulfônico, também chamado na literatura de ácido naftiônico ou ainda ácido de Piria, é um  ácido sulfônico aromático. Apresenta-se como um pó verde brilhante. 
Este foi um dos dois produtos descobertos por Raffaele Piria na reação do alfa-nitronaftaleno com uma solução aquosa de sulfito de amônio. Os dois produtos, o ácido naftiônico e ácido tionaftamínico, foram chamados de compostos de Piria. É um dos ácidos de letras, obtido formalmente do naftaleno pela substituição na posição 1 por um grupo amino e na posição 4 por um grupo sulfonato. 

## Aplicações
É usado na síntese de corantes azo tais como a roselina (a. k. a. vermelho sólido A), por meio da diazotação do grupo amino do ácido (na forma de sal, normalmente de sódio) e então acoplado com, no caso mencionado, β-naftol.
Outros corantes e pigmentos produzidos a partir desse ácido são:
- Corantes mordentes: amarelo mordente 28, azul mordente 79, amarelo mordente 47, azul mordente 78, azul mordente 81 e violeta mordente 41.
- Corantes para alimentos: vermelho para alimentos 3, vermelho para alimentos 7, vermelho para alimentos 9, vermelho para alimentos 3:1, vermelho para alimentos 7:1, vermelho para alimentos 9:1, castanho para alimentos 3, vermelho para alimentos 4, vermelho para alimentos 8 e castanho para alimentos 2.
- Corantes ácidos: preto ácido 32, vermelho ácido 14, vermelho ácido 25:1, vermelho ácido 60, amarelo ácido 100, castanho ácido 14, castanho ácido 469, laranja ácido 137, vermelho ácido 12, vermelho ácido 18, vermelho ácido 27, vermelho ácido 74, verde ácido 35, castanho ácido 15, castanho ácido 5, preto ácido 27, vermelho ácido 13, vermelho ácido 25, vermelho ácido 41, vermelho ácido 88, violeta ácido 2, castanho ácido 214 e castanho ácido 6.
- Pigmentos: pigmento vermelho 193 e pigmento vermelho 274.
- Corantes diretos: laranja direto 8, vermelho direto 15, vermelho direto 26, vermelho direto 67, amarelo direto 106, violeta direto 32, castanho direto 31, castanho direto 4:1, castanho direto 63, castanho direto 86, vermelho direto 10, vermelho direto 17, vermelho direto 28, vermelho direto 68, verde direto 34, castanho direto 171, castanho direto 37, castanho direto 50, castanho direto 67, laranja direto 25, vermelho direto 13, vermelho direto 2, vermelho direto 61, vermelho direto 1, violeta direto 21, castanho direto 21, castanho direto 39 e castanho direto 61.